# リノーザ島
リノーザ島（イタリア語: Isola di Linosa ）は、地中海のシチリア海峡にある、イタリア領の島。ペラージェ諸島を構成する島の一つである。火山島で、約450人の住民が暮らす。

## 名称
日本語では「リノーサ」とも転記される。
標準イタリア語以外では以下の名称を持つ。
- シチリア語: Linusa

この島の名はストラボンによって Αἰθοῦσσα / Aethusa と記録されている。大プリニウスは『博物誌』で Ἀλγοῦσσα / Algusa と記した。16世紀の Tommaso Fazello によって"Lenusa"の名が現れている。現在のリノーザの名は、1845年の Knight Bernardo Maria Sanvinsente による記録に初めて見られる。

## 地理
火山性の島で、5.45km2の面積を持つ。最高峰は Monte Vulcano （195 m）で、その活動によるクレーターがいくつも見られる。最も近い島は南に43 km離れたランペドゥーザ島。リノーザ島はゴゾ島（マルタ共和国）の西119km、パンテッレリーア島の南東121km、シチリア島の南 163 km、チュニジアの Cape Mahida の東165 kmに位置する。
ランペドゥーザ島およびランピョーネ島とともにペラージェ諸島を構成する。行政上はシチリア州アグリジェント県のランペドゥーザ・エ・リノーザというコムーネ（基礎自治体）に属する分離集落である。

## 歴史
ポエニ戦争中には、ローマ軍の基地として利用された。この時代に作られた150個の水槽の遺跡が遺されている。
ローマ人に次いで、サラセン人（イスラム教徒）、ノルマン人、アンジュー家、アラゴン王国がこの島を支配した。この島は不毛の島であったが、1843年に両シチリア王国のフェルディナンド1世がフリゲート艦の艦長であった Knight Bernardo Maria Sanvinsente に命じてこの島への入植を行わせた。最初の30人の入植者（ウスティカ、アグリジェント、パンテッレーリアからの技術者たち）は、聖職者や医師とともに1845年4月25日に上陸した。
第二次世界大戦中には、イタリア軍の小規模な駐屯地が置かれ、1943年6月13日の朝にイギリス軍に降伏した。
イタリア王国時代には取り立てて関心を払われる島ではなかったが、1970年代に入ると技術革新と観光業の発展により島は変わり始める。1963年には電話線が引かれ、1967年には発電所が初めて作られた。1968年には学校と幼稚園が新設された。1983年に建設された海水淡水化プラントは、島での飲料水の安定供給を可能にした。

## 経済
島の住民は、漁業、農業、観光業に従事している。